# Jerzy Hieronim Kryszpin-Kirszensztein
Jerzy Hieronim Kryszpin-Kirszensztein herbu Kryszpin (ur. ok. 1673 roku – zm. 23 września 1736 roku) – kasztelan żmudzki w latach 1722-1736, hetman polny litewski w latach 1710–1712, pisarz polny litewski i regimentarz generalny wojsk litewskich od 1704, generał-lejtnant wojsk litewskich cudzoziemskiego autoramentu od 1722, podczaszy litewski w latach 1707-1715, starosta orszański w latach 1699-1726.
W 1694 roku zapisał się na Uniwersytet w Padwie. W czasie III. wojny północnej był jednym z dowódców dywizji wojska litewskiego, pozostającej pod komendą hetmana wielkiego litewskiego Michała Serwacego Wiśniowieckiego. Był konsyliarzem powiatu orszańskiego w konfederacji sandomierskiej 1704 roku. W 1707 roku porzucił obóz Augusta II Mocnego i przeszedł na stronę Stanisława Leszczyńskiego, co ten ostatni  wynagrodził mu urzędem podczaszego wielkiego litewskiego. Po bitwie pod Połtawą uciekł do Prus Książęcych, gdzie Stanisław Leszczyński nadał mu  rangę hetmana wielkiego litewskiego. Tytuł ten utracił już w 1711, gdy do Prus udał się hetman Michał Wiśniowiecki. 4 września 1711 wraz z oddziałami Wiśniowieckiego przeprowadził nieudany wypad na Wielkie Księstwo Litewskie. Od marca 1713 przebywał u boku Leszczyńskiego w Benderach, gdzie organizował interwencję turecko-tatarską. Wstąpił na służbę króla Szwecji Karola XII, od którego pobierał pensję roczną w wysokości 6 000 talarów. W 1714 wziął udział w nieudanej wyprawie Wiśniowieckiego w głąb Rzeczypospolitej. W tym też roku osiadł na stałe we Wrocławiu. Wstąpił na służbę królewicza Konstantego Sobieskiego. W 1718 wyjechał do Paryża. W 1721 dzięki poparciu cara Piotra I uzyskał amnestię i powrócił do kraju. Został posłem na sejm w 1722. Był członkiem konfederacji generalnej zawiązanej 27 kwietnia 1733 roku na sejmie konwokacyjnym.